# 로사리아 버터필드

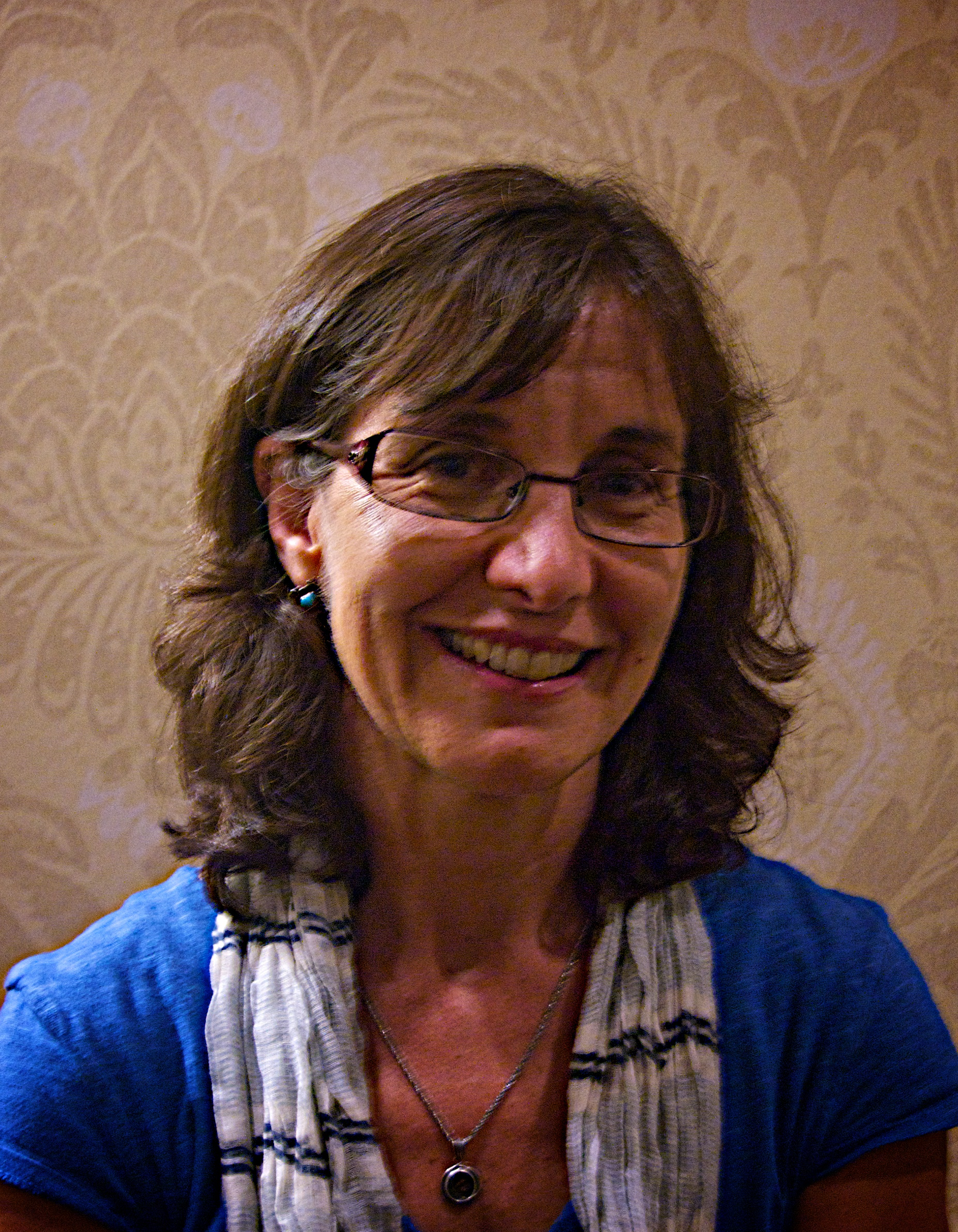

로자리아 샴페인 버터필드(Rosaria Champagne Butterfield , 1962년 4월 20일 ~ )는 미국의 저자, 연설가, 주부이자 시러큐스 대학의 전 종신 영문학 교수이다.

## 경력
버터필드는 오하이오 주립대학교에서 영문학 박사 학위를 취득했으며 1992년부터 2002년까지는 시러큐스 대학교 영문학과 및 여성학 프로그램에서 근무했다. 그 기간 동안 그녀는 《생존의 정치: 근친상간, 여성 문학, 페미니스트 이론》이라는 책 및 많은 학술 기사를 출판했다. 그녀의 학문적 전문은 페미니스트 이론, 퀴어 이론, 19세기 영국 문학으로 이루어졌었다. 그녀는 자신이 기독교로 개종한 해인 1999년에 종신직을 받았으며 2001년에 결혼했다.

### 자서전
어린 시절 버터필드는 주로 진보주의 성격의 가톨릭 학교들을 다녔으며 오늘날 그녀는 《뜻밖의 회심》이라는 자서전으로 가장 잘 알려져 있다. 이 책에서 그녀는 자신이 탈근대주의자에서 기독교인으로 변화하게 된 사례를 설명했다. 거의 10년 동안 레즈비언 운동가로 살았던 그녀는 한 번 복음주의 조직인 프라미스 키퍼스 (남성 사역 단체)를 비판하는 기사를 서술했는데 이것을 읽은 당시 시라큐스 개혁 장로교회 목사였던 켄 스미스(Ken Smith)가 그녀를 저녁식사에 초대했다. 그녀는 마침 기독교 우파와 그들의 "증오정치"에 대한 책을 쓰고 있었고 그를 연구하기 위해 만났다. 스미스 부부와의 우정은 그녀로 하여금 본인의 철학적 전제를 재평가하도록 만들었고 2년 후, 그녀는 기독교로 개종했다. 개종 후 그녀는 대학생들을 상대로 한 사역에 집중했으며 자신의 경험에 대해 여러 교회들과 대학교에서 자주 강연하고 있다. 또한 그녀는 제네바 대학에서 교수로 활동한 바 있으며 지금은 노스캐롤라이나주의 더럼에서 목사인 남편 켄트 버터필드와 자녀들과 함께 거주하고 있다.

## 신학적 견해

### 환대
많은 책과 인터뷰에서 버터필드는 자신이 행하는 손대접이 "지극히 평범한" 기독교적 관행이라는 것을 강조한다. 본인 또한 그렇게 손대접을 통해 섬김을 받았다는 점에 있어 그녀는 "나에게 있어 환대는 기독교 신앙의 시작점이다"라고 밝혔다.
그녀는 이것을 손님에게 오락거리를 제공하는 것과 구별하며 그 차이점을 다음과 같이 표현했다. "가짜 환대에서는 주인과 손님 사이가 매우 경직되어 있다. [반면] 기독교 환대에서는 매우 유동적인 관계이다." 인터뷰에서 그녀는 "과거의 [기독교인들]은 [그들의] 수표장과 달력에 따라 [그들의 삶 속 바운더리를] 정했었다. 후기독교 시대에 사는 우리는 이것을 그리스도의 보혈에 기초하여 정해야 한다"고 말했다.
버터필드는 그리스도인들에게 “낯선 이의 손을 구주의 손에 넣을 수 있을 만큼 가까이 다가가라”고 격려하며 다음과 같이 말했다. “[손대접은 우리에게] 상처를 주기도 하지만 선한 일이다. 그리고 주님은 [자신의 일꾼을] 준비시키신다."
그녀의 책 《복음과 집 열쇠》에서 그녀는 자신의 환대 방식은 "과시적이거나 화려하지 않다"고 설명했고 소비주의와 성적 자율성이라는 두가지 우상과 결별하는 것이 다른 사람들을 위해 공간을 마련하는 데에 있어 필수적이라고 지적했다.

### 회개
버터필드의 글은 늘 회개를 강조하며 신앙의 모범으로 토머스 왓슨, 존 오웬 등, 특히 청교도들을 예로 든다. 그녀는 청교도들에 대해 이렇게 말했다.
"그들은 자신을 미워하지 않으면서 동시에 자신의 죄를 미워할 줄을 알았다. 그들은 그리스도의 은혜가 영원한 임재하심이며 그가 우리의 현재 상황과 우리가 현재 필요로 하는 것들을 우리보다 더 잘 이해하고 계신 분임을 이해하고 있었기 때문이다."
버터필드의 글은 종종 회개를 통한 그녀의 개인적인 여정과 죄의 본질을 탐구하고 있으며 원죄 신학을 자세히 설명하는 데 많은 시간을 할애한다. 그녀는 원죄를 "거룩하신 하나님의 형상을 지닌 자들"이 자신의 진정한 정체성을 보지 못하도록 왜곡하는 영향력이라고 설명했다.
버터필드는 또한 그리스도인의 삶에서 회개가 필요함에 대해 다음과 같이 말했다.

"[하나님께서] 우리를 부르심은 절망하라는 것이 아니라 그리스도 안에서 소망하고, 우리가 가장 선호하는 죄에 날마다 새 못을 박으라는 것이다." 그녀는 자서전 《뜻밖의 회심》에서 다음과 같이 서술했다.
". . .회개는 우리가 우리의 죄보다 하나님과 더 친밀해져야 함을 요구한다. 얼마 정도 요구되는가? 겨자씨 한 알의 크기 정도이다. 회개는 우리가 어떤 일이 있어도 예수님께 가까이 나아가야 함을 요구한다. 그리고 거기까지 나아가기 위해서 우리 모두 때때로는 우리 손과 무릎을 이용해 기어가야 해야하기도 한다."
버터필드는 회개를 "하나님께로 나아가는 문턱"이라고 표현하며 "좋은 이웃은 결코 하나님의 형상으로 만들어진 이와 그를 만드신 하나님 사이에 걸림돌을 갖다놓지 않는다"고 말했다. 또한 그녀는 "당신의 이웃을 사랑한다면, 당신은 이웃에게 그 문턱을 절대 거부하지 않을 것"이라고 썼다.
버터필드는 종종 회개를 "씁쓸달콤한 일"이라고 묘사하며, 그리스도인의 행보를 옛 자아에 대해 죽는 것으로 여긴다. 그녀는 기독교인들에게 적극적으로 회개하라고 권고하며 회개는 “하나님이 역시 옳았다는 명백한 사실만을 증명”한다고 말한다. 특히 그녀는 “하나님께서는 예수께 복종하지 않는 모든 마음을 통틀어 죄라로 부르신다”고 경고하며 성적인 죄는 종종 정체성의 죄로 변질된다고 경고했다.

### 성과 정체성

#### 하나님의 형상으로 지어진 인류
버터필드는 창세기 1장 27절과 같은 구절을 인용하며 인류를 바르게 이해하기 위해서는 하나님께서 사람을 그분의 형상대로, 또한 남성과 여성으로 (즉, 이분법적으로) 지으셨다는 것을 이해해야 동성애적 정체성과 트랜스젠더 정체성을 널리 수용하는 이 시대에 핵심적인 도움이 된다고 주장했다.
"우리가 살고 있는 오버거펠 대 호지스 사건 이후의 세상에는 인간됨이라는 것이 무엇을 의미하는지에 대한 경쟁적인 견해 두 가지가 충돌하고 있다. 프로이트주의인 오버거펠의 견해는 성적 지향이 인격의 정확한 범주 중 하나라는 것이며 LGBTQ+는 단순히 내가 '느끼는 바' 뿐만 아니라 내가 '누구인지'도 나타내는 것이다. 오퍼거펠 사건 이후, 법은 LGBTQ+ 정체성을 존중하고 긍정하고 축하하기 위해 신속히 제정되었다. 반면 성경의 견해는 (남성 또는 여성 중 하나로) 하나님의 형상을 지니는 것, 즉 영원한 창조의 범주가 당신이 누구인지를 결정한다는 것이다. 결국 오버거펠 아니면 그리스도 중 하나이어야 한다. 당신의 죄성을 찬양하고 긍정할 것이냐, 아니면 당신의 선택과는 무관하게 아담에게서 물려받은 죄책과 (그럼에도 불구하고 당신에게도 책임을 가하는) 죄성을 회개하겠냐는 것이다."

#### LGBT 정체성은 거짓범주
프로이트와 마르크스를 전공했던 버터필드는 상호교차적 인류학을 거부하며 그것이 내포하는 바가 성경적 세계관과 충돌한다고 표현했다.
"원래 상호교차성은 물질적, 구조적 억압을 다뤘던 사상이었다. 죄인으로 구성된 사회에서 인종과 계급, 성차별의 유리천장이 얼마나 무거운지를 강조했었다. 그러나 페미니즘이 소속을 마르크스에서 프로이트로 갈아타면서, 숫자에서 감정으로 전환하면서, 성적 지향과 성 정체성은 새로운 형태를 취하게 되었다.

'존엄의 침해' (누군가가 당신의 죄를 긍정적으로 평가하기를 거부함으로써 당신의 존엄성에 입힌 피해)와 같은 개념이 민법에 자리를 잡자 상호교차성은 괴물 한 마리를 풀어놓고 말았다. 그리고 그 괴물은 다음과 같은 구호가 딸려왔다: '동성애는 죄가 아니며 하나의 미학이자 에로틱한 지향이며 세상과 그 안의 모든 것을 바라보는 방식이다.' 오늘날 복음은 이 구호와 충돌하고 있다."
그러므로 버터필드는 성적 지향을 "19세기에 개발된 사상"이자 성경적 인류학에 어긋나는 "범주 오류"라고 간주하며 성적 지향을 거짓된 범주라고 여긴다.
" . . .19세기는 인간의 새로운 척도를 도입했는데 인간의 성욕과 성적 쾌락을 인간됨의 주요 지표로 삼았다. 따라서 성적 지향이라는 범주는 우리가 신학에서 '신조어증'이라고 부르는 것이며, 이는 허구적 정체성을 만들어 참된 정체성이 지닌 것, 즉 '[하나님의 형상으로 지어진] 남성과 여성'이라는 정체를 앗아 간다."
이러한 입장 때문에 버터필드는 "게이 기독교인" 및 "트랜스 기독교인"과 같은 범주를 허구로 간주한다. 그녀는 "동성애가 '누군가가 느끼는 감정'일 수는 있지만 본질적으로 누군가가 '될' 수는 없다"고 설명한 바 있고 또한 자신을 "탈 동성애자"라고 식별하지 않는다.
그녀는 동성적 끌림과 씨름하는 기독교인들이 스스로를 "동성애자 기독교인"이라고 식별해서는 안 된다고 주장한다. 그녀의 견해로는 그러한 꼬리표는 근본적으로 모순된 두 범주를 조화시키려는 탈근대주의적 시도이기 때문이다. 그녀는 스스로를 트랜스젠더라고 식별하는 사람들에게 선호하는 대명사 (preferred pronouns)로 불러주는 행위를 과거에는 수용했었으나 최근에 이 입장을 공개적으로 회개하고 다음과 같이 자신의 새 입장을 밝혔다.
"거짓을 수용하는 [우리의 그 행위]는 [성별 불쾌감을 가진] 자들로 하여금 열 번째 계명을 어기도록 조장하는 것이다. [즉, '(이웃의 생물학적 구조를) 탐내지 말라'라는 부분을 어기게끔 하는 것이다]."
2023년, 버터필드는 《반기독교 시대의 다섯 가지 거짓말 (Five Lies of Our Anti-Christian Age)》이라는 책을 냈는데 이 책에서 그녀는 페미니즘, 동성애, 자기과시 문화, 비성경적 영성, 트랜스젠더주의 등 다섯가지를 성경적 진리에 대한 세속문화의 공격으로 제시했다.

#### LGBT 지칭의 공모
버터필드의 견해로는 기독교인의 이웃사랑이 이웃과 하나님 사이에 걸림돌을 갖다놓지 않는 것이며 때문에 그녀는 기독교인들에게 죄에 대해 솔직하게 말할 수 있는 사랑을 실천하라고 촉구한다. 그녀는 또한 죄적 행위를 법으로 성문화하는 정책을 지지하는 것은 본인을 하나님보다 더 자비로운 존재라고 착각하는 행위라고 주장한다. 그녀의 견해로는 누군가를 "동성애자"나 "트랜스젠더"라고 지칭하는 행위는 실제로 사랑이 없고 비기독교적인 것이며 이유는 그 사람이 자신의 죄를 미워하도록, 그리스도 안에서 진정한 정체성을 쟁취하도록 하는 것을 더 어렵게 만들기 때문이라고 했다.
"[누군가를 '게이'라고 지칭하는 것은] 정말로 젊은이들의 목에 연자 맷돌을 거는 것과 똑같은 것이다. ... 당신은 당신 안에 내주하는 죄의 유형을 착용할 필요가 없다. 그리고 착용해야 한다고 주장하는 사람들은 쫓아버려야 한다."
마찬가지로, 그녀는 "성소수자" 및 "트랜스인(trans person)"과 같은 꼬리표를 신뢰한다는 이유로 사이드 B 신학, 동성애 기독교, 심지어 빅이바 (Big Eva) 복음주의도 비판했다. 그녀는 이들이 성적 지향을 존재론적 범주로 긍정하므로써 사람들의 영혼을 위험에 빠뜨리고 복음을 왜곡하고 있다고 주장했다.
"[서구사회에서의] 동성애의 정상화는 두 가지 강력한 사회적 세력을 통해 이루어졌다. [하나는] 선의의 마음으로 '성소수자', '시스젠더' 등의 (좌파의 어휘를 인용한) 복음주의자들이 도덕언어를 좌파에게 양도하고 양보해버린 데 있다. 그리고 그렇게 하면 더 이상 성경의 도덕언어가 남아있지 않게 된다. 성경에도 도덕적 언어가 있는데 말이다. 그리고 그 [성경적] 언어를 쓰지 않으면 실제로 사람들을 지옥에 보내는 것이지 복음을 전하는 것이 아니다."

#### 기독교 공동체의 가족됨
버터필드는 기독교인들이 서로에게 참된 가족이 되고 소속감을 주는 것의 중요성을 강조한다. 특히 기독교로 개종하기 위해 본인이 속해있던 LGBT 공동체를 포기한 사람들에게 그렇게 해야 한다고 여긴다. 그녀는 교회가 모든 싱글들이 짝을 찾아야만 한다는 생각은 버려야 한다고 지적했다. 그녀는 책 <복음과 집 열쇠 (The Gospel Comes with a House Key)>에서 다음과 같이 서술했다.
“스스로 선택하지 않은 동성적 욕망과 갈망, 감수성과 애정, 유혹과 잠재력과 씨름하는 우리 그리스도인 형제 자매들을 예로 들어보자. 우리 형제 자매들은 주님께서 부르신 대로, 즉 가족으로서 기능하기 위해 교회가 필요하다. 기독교인의 개종은 덧붙여지기 위해 오는 것이 아니라, 내가 아끼던 옛 삶과 맞바꿔지기 위해 오는 것이기 때문이다. 때문에 그리스도께 나아올 때 어떤 사람들은 다른 사람들보다 잃을 것이 더 많다. 어떤 사람에게는 십자가 하나가 주어지고 다른 사람에게는 열 개의 십자가가 주어진다. 또한 선택지 않은 동성적 욕망과 매일을 살아가는 사람들은 대답 없는 질문과 여러 이루지 못한 삶의 꿈을 안고 살아가고 있다. 인생에서 이런 위치에 있는 형제자매들에 대한 당신의 책임은 무엇일까?"
버터필드는 마가복음 10:28-31을 언급하며 그리스도를 따르기 위해 이전 공동체에 대한 충성과 소속을 버린 자들을 위해 교회가 그리스도께서 약속하신 새로운 식구가 되어줘야 함을 주장한다. 그녀에 따르면, 그리스도인들은 서로에게 속하고 한 아버지에게 속하며, 이로써 “[그들] 안에서 그리고 그들을 통해 발산되는 하나님의 형상으로부터” 그들의 정체성과 부르심을 얻는다.

#### 성적 지향 변화 치료
과거에 버터필드는 동성적 끌림 유형을 갖고 있다는 것이 아직 구원받지 못했다는 것을 뜻한다는 견해에 반대하며 전환치료에 대해 명백히 비판적인 입장을 취했었다.
"...[전환치료는] 회개와 죄와의 싸움에서 승리함이 하나님의 선물임을 보지 [못하며] 왕의 아들과 딸들이 그리스도 몸의 온전한 지체임과 동시에 성적인 유혹에 시달릴 수 있다는 사실을 유념하지 못하고 있다."
또한 이성애를 기독교의 주요 목적으로 삼는 전환치료에 대해 버터필드는 그것을 "번영복음의 한 형태"라고 묘사하기도 했다. 그러나 이후 그녀는 그때 자신의 발언이 칭의 (하나님과의 화해)보다 성화 (행동 수정)를 우선시하는 치료 유형에만 적용되는 것이라고 설명했다.

## 출판물
- 독서의 범죄: 메리 셸리의 초기 소설에 나타난 근친상간과 검열 (논문, 1992)
- 생존함의 정치: 근친상간, 여성문학, 페미니스트 이론 (1996)
- 뜻밖의 회심: 영문학 교수의 기독교 신앙 여정 (2012)
- 똣밖의 사랑: 성적 정체성과 그리스도와의 연합에 대해 (2015)
- 복음과 집 열쇠: 후기독교 세계에서 근본적으로 일상적인 환대 실천하기 (2018)
- 반기독교 시대의 다섯 가지 거짓말 (2023)